# Dieter Raffler
 Dieter Raffler (* 12. Juli 1942 in Graz) ist ein deutscher Gestalter und Hochschullehrer.

## Leben
Dieter Raffler studierte von 1957 bis 1961 Bildhauerei an der Kunstgewerbeschule Graz und von 1962 bis 1964 bei Heinrich Kirchner an der Akademie der Bildenden Künste München. Es folgte ein Produktdesign-Studium an der HfG Ulm, welches er 1969 als einer der letzten Studenten vor deren Auflösung beendete. Die Mitarbeit in zahlreichen namhaften und stilbildenden Projekten u. a. der Entwicklungsgruppe Zeischegg (Helit Stapelascher) oder bei Peter Raacke (Ulmer Koffer) sowie erste eigene Aufträge wie die Gestaltung des Gardena-Systems führten 1968 zur Gründung der „Entwicklunggruppe für Design : Franco Clivio, Dieter Raffler“ mit Aufträgen aus der deutschen Industrie, für Architekten und Behörden. Das Designstudio Raffler gründete sich 1985 nach Auflösung der Entwicklungsgruppe und gestaltet Produkte für Ski, Wassersport und Fahrrad u. a. für GEZE und Tyrolia.
Nach einem Lehrauftrag 1974–1976 an der Hochschule der Künste Berlin, am Lehrstuhl für Designgrundlagen (FB 3) bei Nick Roericht, erfolgte 1995 der Ruf auf eine Professur für 2D +3D Gestaltungsgrundlagen an den Fachbereich Design der Hochschule Anhalt in Dessau. 2007 emeritiert, lehrt Dieter Raffler u. a. Biomorphologie und Produktentwicklung sowie methodisches Entwerfen.
Dieter Raffler ist seit 1966 mit Christine Raffler verheiratet, Vater eines Sohnes und lebt und arbeitet in Ulm und Dessau.

## Zitat
„An der Hochschule in Ulm haben wir verinnerlicht, dass gutes Design eine Haltung braucht.“

## Produkte
- Gardena-Gartensystem, abgerufen am 26. Oktober 2015.
- Prof. Peter Raacke & Dieter Raffler für Mono: Raacke Koffer, abgerufen am 26. Oktober 2015.
- Rasenkantenschere Accu 6, abgerufen am 26. Oktober 2015.

## Ausstellungen
- Natur der Dinge, Ausstellung zur Arbeit von Dieter Raffler, abgerufen am 26. Oktober 2015.
- SYSTEM DESIGN. Over 100 years of chaos in everyday life at MAKK – Museum für Angewandte Kunst Köln (2015), abgerufen am 26. Oktober 2015
- In Ulm schon 1965 einen Van entworfen, Südwest Presse, Ulm, 12. August 2011, abgerufen am 26. Oktober 2015